# Morsø
Morsø é um município da Dinamarca, localizado na região noroeste, no condado de Viborg.
O município tem uma área de 367,67 km² e uma população de 22 636 habitantes, segundo o censo de 2004.